# 49.ª Brigada Mixta (Ejército Popular de la República)
La 49.ª Brigada Mixta fue una unidad militar del Ejército Popular Español, creada durante la guerra civil española en defensa de la Segunda República española.

## Orígenes
La  unidad se organizó en febrero de 1937, en el frente de Guadalajara, con los batallones "Pablo Iglesias", "Triunfo", "Guadalajara n.º 1" y "Guadalajara n.º 2". El mando fue sumiendo el mando el Teniente coronel de Infantería Ángel de la Macorra Carratalá, que al comenzar la contienda era comandante retirado. La Brigada se integró en la 12.ª División (más tarde, integrada en el IV Cuerpo de Ejército).

## Historial de operaciones
El 9 de marzo de 1937 se desplazó desde Madrid al frente de Guadalajara y se sumó a las fuerzas que se opusieron a la ofensiva del Cuerpo Expedicionario italiano. Terminada la batalla, la unidad inició un ir y venir por distintos frentes: el 14 de mayo se desplazó a Extremadura, para incorporarse posteriormente a la Agrupación Autónoma de Cuenca, marchar al Frente de Huesca y, finalmente, regresar a Madrid a tiempo para intervenir en la Ofensiva de Brunete.
El 8 de julio entró en vanguardia y, tres días más tarde, se incorporó a la División "A" con el encargo de avanzar desde Portillera de las Rozas hasta el Vértice Cristo y por la carretera de Majadahonda a Boadilla del Monte hasta el Vértice Manilla, a espaldas de Romanillos. El 12 de julio, pasó al flanco derecho y, dos días más tarde, fue agregada a la "División Durán". En la noche del 24 al 25 de julio relevó a la 10.ª Brigada Mixta en el río Perales. Ya en los últimos momentos de la batalla pasó a formar parte del V Cuerpo de Ejército y, a su finalización, de la 47.ª División del XVIII Cuerpo de Ejército.
Asumió entonces el mando de la unidad el mayor de milicias Emeterio Rodríguez Sanabria, con la que intervino en la batalla de Teruel y en el Alfambra. Durante esta última, en sus ataques a la cota 961 los días 7 y 10 de enero, resultó mermada; Sólo en el primero de estos días sufrió 213 bajas. El 3 de abril, se encontraba en el punto de ruptura del frente de Aragón atacado por las fuerzas del general Aranda, y tuvo que abandonar la primera línea a causa del quebranto sufrido. El 30 de mayo, volvió a ser duramente golpeada en el sector Ares del Maestre-La Llama. A principios de junio se encontraba defendiendo Castellón de la Plana, pero el día 15 tuvo que ser retirada definitivamente para su reorganización. Después de la batalla de Levante fue nombrado jefe de la unidad el Mayor de milicias Fernando Gil Ferragut y la Brigada fue trasladada al frente Sur.
El 12 de febrero de 1939 la brigada estaba siendo trasladada por ferrocarril al Frente de Levante cuando el tren en que era transportada fue bombardeado en la Estación de Játiva. De los alrededor de 130 muertos que hubo, un centenar fueron militares pertenecientes a la Brigada mixta. Las bajas de la Brigada fueron muy elevadas, hasta el punto de que se renunció a su reconstrucción, repartiendo los supervivientes entre otras unidades del Ejército republicano.

## Mandos
Comandantes
- Teniente coronel de infantería Ángel de la Macorra Carratalá;
- Mayor de milicias Arturo Zanoni;
- Comandante de infantería Fulgencio González Gómez;
- Mayor de milicias Emeterio Rodríguez Sanabria;
- Mayor de milicias Fernando Gil Ferragut;

Comisarios
- Francisco Antón Sanz, del PCE;
- Sócrates Gómez Palazón, de las JSU;
- Basilio Heredia Melendo, del PCE.[4]